# Myzomela prawiradilagae
Myzomela prawiradilagae — вид воробьиных птиц из семейства медососовых (Meliphagidae), описанный в 2019 году. Эндемик индонезийского острова Алор, где является единственным представителем рода Myzomela. Назван в честь индонезийского орнитолога Деви Малии Правирадилага, которая является одной из первых в стране ведущих женщин-орнитологов. Обитают в нескольких горных районах острова. Живут в эвкалиптовых лесах.

## Таксономия
Наиболее близкородственным для нового вида является Myzomela kuehni с соседнего острова Ветар. Однако они весьма различны с точки зрения как вокализации, так и морфологии.

## Диета
Наблюдали питание этих птиц (в составе малых групп и совместно с Zosterops citrinella) плодами Photinia integrifolia. Также они едят цветки Eucalyptus alba, и, при случае, насекомых.

## Сохранение
Риск для этого вида велик. Предполагается, что МСОП присвоит ему охранный статус EN.